# Liste der Monuments historiques in Dombrot-sur-Vair
Die Liste der Monuments historiques in Dombrot-sur-Vair führt die Monuments historiques in der französischen Gemeinde Dombrot-sur-Vair auf.

## Liste der Objekte
| Bezeichnung               | Beschreibung                     | Standort                      | Kennzeichnung | Schutzstatus | Datum | Bild |
| ------------------------- | -------------------------------- | ----------------------------- | ------------- | ------------ | ----- | ---- |
| Skulptur Madonna mit Kind | Stein, Ende des 14. Jahrhunderts | in der Kirche St-Denis (Lage) | PM88000242    | Classé       | 1958  |      |
| Osterleuchter             | Holz, 18. Jahrhundert            | in der Kirche St-Denis (Lage) | PM88000243    | Classé       | 1964  |      |